# Luciano Gubinelli
Luciano Gubinelli (Marcellina, 18 settembre 1966 – Tivoli, 26 agosto 2014) è stato un attore italiano.

## Biografia
Luciano Gubinelli ha iniziato gli studi all'accademia Centro d'Arte di Roma, successivamente ha frequentato corsi di perfezionamento presso vari teatri tenuti da insegnanti italiani e stranieri. Ha inoltre frequentato corsi di recitazione con Elverio Ricci e corsi per animatori turistici. Ha conseguito il diploma in chitarra jazz presso la Saint Louis Jazz School di Roma.
Nel novembre del 1992 prende parte come ballerino alla trasmissione Acqua calda su Rai 2, con Nino Frassica, Giorgio Faletti e Orietta Berti per la regia di Gino Landi.
Il suo esordio nel cinema è in Fantozzi in paradiso del 1993, film in cui interpreta il ruolo di Buddha. Appare poi in televisione nel 1994 con la trasmissione estiva Il grande gioco del mercante in fiera, condotta da Jocelyn Hattab su Tele Monte Carlo con Sabrina Salerno e Anna Valle; dove con il soprannome di Bombardone, si alternava nelle varie tifoserie, scoprendo la maglietta e facendo vedere qualche cibo tatuato sulla pancia, che stava a indicare quello che aveva mangiato. Nello stesso anno è di nuovo al cinema con Perdiamoci di vista, di Carlo Verdone, in cui interpretava il ruolo di un fioraio, ed appare nel videoclip del brano di Luciano Ligabue Cerca nel cuore.
Successivamente viene chiamato per interpretare ruoli di "bonario grassone", visto il suo fisico. Lo si vede anche in Ritorno a casa Gori e Tobia al caffè, rispettivamente del 1996 e del 2000.
Di tutt'altro genere la sua apparizione nel film Ma che colpa abbiamo noi (2003) con Carlo Verdone, in cui interpreta un uomo obeso che abbandona il suo gruppo psicoterapeutico e si suicida.
Ha fatto un breve ritorno in televisione nel 1999, apparendo nel videoclip della canzone Mi piaci di Alex Britti, diretto dai Manetti Bros., in cui interpreta un ragazzo che le prova tutte per conquistare la ragazza amata. Ha continuato la sua attività attoriale in teatro ma anche in molti spot pubblicitari e trasmissioni televisive, tra le quali Scherzi a parte e Uomini e donne con Maria De Filippi.
È morto nel 2014 tre settimane prima di compiere 48 anni.

## Filmografia

### Cinema
- Fantozzi in paradiso, regia di Neri Parenti (1993)
- Perdiamoci di vista, regia di Carlo Verdone (1994)
- Giovani e belli, regia di Dino Risi (1996)
- Ritorno a casa Gori, regia di Alessandro Benvenuti (1996)
- Tobia al caffè, regia di Gianfranco Mingozzi (2000)
- Ma che colpa abbiamo noi, regia di Carlo Verdone (2003)

### Televisione
- S.P.Q.R. – serie TV, 6 episodi (1998)
- Un ciclone in famiglia – serie TV (2007)